# Mary Lynde Craig
Mary Lynde Craig (nascida Lynde; após o primeiro casamento, Foster; após o segundo casamento, Hoffman; após o terceiro casamento, Craig; Vermont, 24 de março de 1834 –  São Francisco, 20 de junho de 1921) foi uma escritora, professora e advogada americana. Ela possuía propriedades em São Francisco e era uma ativista pelos direitos de propriedade das mulheres. Craig atuou como editora associada do periódico The Citrograph, de Redlands, na Califórnia. Em 1893, ela foi uma das quatro mulheres que exercem advocacia na Califórnia. Em 1891, ela deu o "endereço de boas-vindas" na organização do Sequoia Chapter, em São Francisco. Enquanto frequentava a National Editorial Association em Chicago com o marido, em maio de 1893, ela também teve a oportunidade de falar para outras grandes audiências — uma vez no Auditorium, outra no Art Palace e mais outra no Woman's Building. Ela trabalhou como presidente da Pacific Coast Women's Press Association e historiadora da coluna Hastings Law. Craig morreu em 1921.

## Primeiros anos
Mary Delano Catherine Lynde nasceu em Vermont em 24 de março de 1834. Seus pais se chamavam Aaron Phipps Lynde e Nancy Melinda (Walker) Lynde. Ela era de ascendência da Guerra Revolucionária Americana, descendente do Tenente Benjamin Lynde, do Exército Continental.

## Carreira
Lynde mudou-se para a Califórnia em 1859 para assumir um cargo de professora na Lincoln Primary School pelas ruas de Fifth e Market. No ano seguinte, ela estava trabalhando como diretora e professora na Denman School. Em 1º de fevereiro de 1862, ela se casou com Samuel Foster com quem teve seu único filho, Samuel Lynde Foster (1863–1951). Após a morte de Foster, em 1866, ela se mudou brevemente de volta para Springfield, onde lecionou na recém-criada escola secundária consolidada, antes de retornar a São Francisco para ensinar na Lincoln Grammar School e depois na San Francisco Girls' High School. Quando o pai de Foster morreu em 1872, sua mãe mudou-se para São Francisco, onde lecionou na Missão Chinesa e viveu com Foster. Algum tempo depois, ela se casou com Henry Fitz Warren Hoffman, um notável empresário e benfeitor da cidade.
Henry morreu em dezembro de 1890 e, em setembro de 1891, Hoffman entrou na Universidade da Califórnia, Hastings College of the Law. A razão que ela deu para entrar na faculdade de direito aos 60 anos foi para permitir que ela se sustentasse melhor. Em 10 de dezembro de 1891, ela deu o "Endereço de Boas-vindas" na organização do Capítulo Sequoia, em São Francisco, trabalhando posteriormente como historiadora de Capítulos. Nessa época, ela fez um discurso sobre "Estradas rurais e ruas urbanas", perante a Associação de Imprensa Feminina da Costa do Pacífico, da qual era tesoureira. Este discurso foi publicado pela Press Association como uma monografia e, traduzido para o norueguês, foi amplamente lido nos Estados Unidos e na Europa. Scipio Craig, presidente da Editorial Association of Southern California, publicou o endereço, intacto, em seu jornal, The Citrograph, e enviou saudações ao seu autor. Em 12 de novembro de 1892, em Vallejo, Califórnia, eles se casaram. Ela escreveu para revistas e jornais de Nova Iorque a São Francisco. Na época, ela era a presidente da associação Pacific Coast Women's Press, historiadora da coluna Hastings Law e "uma escritora de destaque". Em 1893, ela foi reconhecida na Ordem dos Advogados da Califórnia como apenas a segunda mulher na Califórnia a exercer a advocacia. Ela então voltou para a faculdade para tirar o grau acadêmico de Bacharel em Direito. Tendo dado aulas por muitos anos na San Francisco Girls' High School, Craig se aposentou em 1894.
Após seu terceiro casamento, Craig tornou-se editora associada do The Citrograph. Enquanto estava em Chicago, em 1893, Craig falou para grandes audiências, inclusive no Auditorium, no Art Palace e no Woman's Building. Craig manteve uma casa em San Francisco e Redlands, na Califórnia. Enquanto viúva, ela supervisionou os estudos de seu filho que se formou na Universidade Harvard.

## Morte e legado
Craig morreu em 20 de junho de 1921 em sua casa em São Francisco, na Califórnia. As dezenas de milhares de dólares que ganhou por escrever e ensinar foram gastos com outros. Avenida Hoffman, em São Francisco, foi alterado para Craig.

## Obras publicadas
- 1894, A legislação é necessária para as mulheres?: um discurso (...) lido perante o Parlamento da Mulher do Sul da Califórnia, Los Angeles, 11 de outubro de 1893 (em inglês)
- 1901, Estradas rurais e ruas da cidade: um discurso perante a Associação de Imprensa Feminina da Costa do Pacífico, 18 de julho de 1901 (em inglês)